# Claude Lévy (biologiste)
Pour les articles homonymes, voir Claude Lévy et Lévy.
 Claude Lévy, né le 21 mars 1925 à Enghien-les-Bains et mort le 4 mars 2006 à Paris 7e, est un biologiste, résistant et écrivain français, frère de l'éditeur d'art Raymond Lévy et oncle de l'écrivain à succès Marc Lévy.

## Biographie
Charles Claude Lévy est né le 21 mars 1925 à Enghien-les-Bains (Seine-et-Oise). Il a pour parents Raphael Lévy, né le 21 février 1874 à Smyrne (Turquie) et Lucie Calef, née le 20 octobre 1883 aussi à Smyrne, tous deux de confession juive.

### Guerre
Ses études secondaires au lycée Pasteur à Paris sont interrompues par la guerre. En mai 1940, la famille quitte Paris pour Limoges, sur la route de l’exode. Au lycée de Limoges, il doit subir une manifestation antisémite et sa famille part à Lyon. Puis, comme son frère Raymond Lévy, il tente de contacter la Résistance vers la mi-1942. Il rencontre à Lyon le rabbin Bernard Schonberg qui le met en relation avec le réseau Combat à Lyon. Parallèlement, il rejoint une organisation qui prépare aux métiers agricoles pour émigrer en Palestine, dans une ferme près de Lyon, puis une autre dans le Tarn et enfin une troisième près de Moissac (Tarn-et-Garonne) où il retrouve son frère Raymond Lévy.
Il passe ensuite aux FTPF (MOI) (brigade Marcel Langer). Il est notamment combattant de la 35e brigade FTP-MOI de Toulouse. Arrêté en 1943, il s'évade du train de déportation en Haute-Marne en août 1944, rejoint les maquis et s'engage dans l'Armée française jusqu'en juillet 1945. Il reprend des études qui le mènent à une carrière de biologiste, alors que son père et sa mère sont morts à Auschwitz. Ils sont déportés par le Convoi No. 77 en date du 31 juillet 1944, venant de Drancy. Leur dernière adresse est au 1 rue Constantine à Lyon.

### Après-guerre

#### Collaborateur de Frédéric Joliot-Curie
Il devient un collaborateur du physicien Frédéric Joliot-Curie. En 1967, lorsqu'il publie La Grande Rafle du Vel d'Hiv, il est présenté ainsi : « Il achève ses études (sciences et médecine) en 1953. Biologiste, il travaille au CNRS ».

#### Démarches pour Manouchian en 1951

##### Proposition au conseil municipal de Paris
Le 15 mars 1951, le conseil municipal de Paris débat d'une proposition, pour qu'une rue de Paris reçoive le nom de « Groupe Manouchian ». Un comité de soutien à la proposition réunit les conseillers municipaux du XXe arrondissement Albert Ouzoulias, ex-soldat de Missak Manouchian, et Madeleine Marzin, rejoint par Claude Lévy, mais sans succès.
À partir de 1951, avec un autre des survivants des FTP-MOI, son frère Raymond Lévy, père de l'auteur à succès Marc Lévy, il multiplie les lettres à Louis Aragon pour demander son aide dans la conservation de cette mémoire, selon les courriers retrouvés en archive par Claude Urman, responsable de l'association des anciens FTP-MOI. Ils l'obtiennent mais le mot « juif » « n'apparaît pas une seule fois dans le poème d'Aragon », écrit un an après la mort de Staline, alors que "la question de l’antisémitisme soviétique est loin d’être close". Entre-temps, le PCF a souhaité réduire la représentation des juifs et des étrangers dans l'image de la Résistance, , dans ce que l'historien Fred Kupferman appelle « le gommage inconscient ou délibéré d'une histoire où l'on trouvait un peu trop de noms étrangers pour représenter la Résistance française ».

##### La publication de 1953
Aragon accepte de publier en 1953 un recueil de nouvelles des deux frères, dont l'une est consacrée au « groupe Manouchian » mais « qu'à condition qu'ils changent pour des noms français les noms des étrangers qui y étaient mêlés », et ainsi « ils ont eu une obligation de franciser tous les noms ».
« Ce n'est qu'en 1955, alors que Claude Lévy décide de créer pour célébrer le souvenir de ses camarades morts un comité qui réunissait des hommes de tous les partis , de Bernard Lafay à Aragon , que le poète communiste se décide à écrire pour lui « l'Affiche rouge » ». « L'accord n’allait pas de soi », au sein du PCF de cette époque, « sur la place réservée à la mémoire des fusillés, selon qu’ils étaient étrangers ou français » et « une anthologie publiée en 1951 à Moscou recueillait les Lettres des communistes fusillés sans y faire figurer aucun membre du Groupe Manouchian » Aragon lui-même, préfaçant ce volume en y vantant « l’héroïsme patriotique et français du PCF dans la Résistance ».

##### Le prix Fénéon 1953
Il obtient très jeune, en 1953, le prix Fénéon pour le recueil de nouvelles écrit en collaboration avec son frère Raymond Lévy : Une histoire vraie, publiée aux éditeurs français réunis

#### Enquête sur la rafle du Vélodrome d'Hiver publié en 1967
Il entreprend avec Paul Tillard, qui a publié des livres aux Éditeurs français réunis, et qui poursuit une carrière d'écrivain chez Julliard, une enquête sur la grande rafle du Vélodrome d'Hiver, menée par les autorités françaises, sa police et ses autobus, les 16 et 17 juillet 1942 à Paris, connue sous le nom de « rafle du Vel d'hiv ». Paul Tillard meurt, des suites de sa déportation, avant que le livre ne sorte des presses en 1967.
Le livre est en tête des ventes en catégorie non fiction tout l’été 1967, si bien que les deux auteurs obtiennent le prix Aujourd'hui, dans une période contemporaine au film de Claude Berri Le Vieil Homme et l'Enfant sorti en mars, qui évoque  l’Occupation, l’antisémitisme et le sort des enfants cachés reçoit un succès public puis l’Ours d'argent au festival de Berlin.
Il est l'un des témoins qui intervient en 1969 dans le film de Marcel Ophüls Le Chagrin et la Pitié.

#### Les Parias de la Résistance, en 1970
En 1970, Claude Lévy publie un livre souvent cité par les historiens et titré Les Parias de la Résistance, et y évoque les exécutions effectuées à la fin de la guerre ou montre « qu’en dépit de leur appartenance à des organisations non juives, mais où ils tenaient une place majeure », les combattants juifs « participaient pleinement à la résistance juive. » Il a alors pris ses distances avec le Parti communiste français, dont il fut adhérent et regrette le traitement mémoriel infligé aux combattants Francs-tireurs et partisans - Main-d'œuvre immigrée (FTP-MOI) pendant les années 1950 puis la décennie suivante. Il révèle que des résistants français ont inscrit à leur crédit des attentats réalisés par ceux de la MOI (Main-d’œuvre immigrée), en particulier l'exécution du général Ritter en 1943, dont l'ouvrage Le Parti communiste français dans la Résistance, par ailleurs le premier à reconnaître la demande du PCF de juin 1940 de légaliser L'Humanité « jusqu'alors farouchement niée », passe sous silence qu'elle fut réalisée par des FTP-MOI menés par Marcel Rajman.
Roger Pannequin, ex-patron de la MOI au parti communiste, avant qu'elle ne soit marginalisée en 1953, a de son côté cité dans ses mémoires des résistants juifs selon lesquels nombre d'exploits de FTP parisiens ont en réalité été accomplis par deux Juifs, Joseph Boczov pour les déraillements de trains et Marcel Rayman pour les autres attentats.
Comme Schwartzenmurtz, roman écrit par son frère Raymond, le livre montre en quoi des jeunes Toulousains se sont engagés dans la Résistance « en tant que Juifs et non pour des raisons politiques », ce qui « leur a paru la seule réponse honorable à la déportation de leurs parents et aux humiliations subies. »
L'enquête historique contenue dans Les Parias de la Résistance a inspiré le film La Brigade réalisé par René Gilson, sorti en 1975, qui situe dans le nord de la France, au cours de l'été 1943, un groupe de francs-tireurs et partisans d'origine polonaise luttant avec efficacité contre l'occupant nazi et ses agents de la collaboration.
Au cours des années 1970, il est régulièrement invité à la télévision, notamment aux Dossiers de l'écran, sur les sujets ayant trait à la persécution des juifs par l'Allemagne, la rafle du Vél d'Hiv et les camps d'extermination.

## Famille
Son père et sa mère sont morts à Auschwitz, déportés en camp de concentration par les nazis, un sort auquel lui-même a échappé de justesse. Il est le frère de l'éditeur d'art Raymond Lévy, avec qui il a résisté dans a région de Toulouse, et l'oncle de l'écrivain Marc Lévy, qui découvre seulement très tard son histoire familiale, celle aussi du combat des résistants d'une brigade FTP-MOI et s'en est ému dans un roman paru dans les années 2000. Marc Levy « ne savait même pas » que son père et son oncle avaient écrit juste après la guerre Une histoire vraie, un premier témoignage sur la Résistance et les FTP-MOI, Prix Fénéon 1953.

## Œuvre
- Une histoire vraie, recueil de nouvelles, (avec Raymond Lévy), Les Éditeurs français réunis, Paris, 1953.
- La Grande Rafle du Vel d'Hiv, (avec Paul Tillard), éd. Robert Laffont, Paris, 1967.
- Les Parias de la Résistance, éd. Calmann-Lévy, Paris, 1970.